# Санта-Маргарида-де-Лозада
Санта-Маргарида-де-Лозада (порт. Santa Margarida de Lousada)  —  район (фрегезия) в Португалии,  входит в округ Порту. Является составной частью муниципалитета  Лозада. По старому административному делению входил в провинцию Дору-Литорал. Входит в экономико-статистический  субрегион Тамега, который входит в Северный регион. Население составляет 405 человек на 2001 год. Занимает площадь 1,89 км².